# 852
Раннє Середньовіччя •  Епоха вікінгів •  Золота доба ісламу •  Реконкіста

## Геополітична ситуація
У Східній Римській імперії триває правління Михаїла III. Каролінзька імперія розділена на три королівства: Західно-Франкське, Серединне та Східно-Франкське. Північ Італії належить Серединному королівству, Рим і Равенна під управлінням Папи Римського, герцогства на південь від Римської області незалежні, деякі області на півночі та на півдні належать Візантії. Піренейський півострів, окрім Королівства Астурія та Іспанської марки, займає Кордовський емірат. Вессекс підпорядкував собі більшу частину Англії, почалося вторгнення данів. Існують слов'янські держави: Перше Болгарське царство, Велика Моравія, Блатенське князівство.
Аббасидський халіфат очолив аль-Мутаваккіль. У Китаї править династія Тан. Значними державами Індії ж Імперія Пала, Пратіхара, Чола. В Японії триває період Хей'ан. Хозарський каганат підпорядкував собі кочові народи на великій степовій території між Азовським морем та Аралом. Територію на північ від Китаю захопили єнісейські киргизи.
На території лісостепової України в IX столітті літописці згадують слов'янські племена білих хорватів, бужан, волинян, деревлян, дулібів, полян, сіверян, тиверців, уличів. У Північному Причорномор'ї співіснують різні кочові племена, зокрема булгари, хозари, алани, тюрки, угри, кримські готи. Херсонес Таврійський належить Візантії.

## Події
- 200-тисячне військо Аббасидського халіфату придушило повстання в Грузії та Вірменії.
- Королю Італії Людовику II не вдалося відбити Барі в сарацинів.
- Герцог Гасконі Санше видав Піпіна Аквітанського королю Західного Франкського королівства Карлу Лисому. Карл відправив Піпіна в монастир.
- Толедо проголосило незалежність від Кордовського емірату.
- Кордовський емір підкорив собі Сарагосу, а також захопив і розграбував Барселону.
- Вікінги утверджуються в Нормандії. Карл Лисий змушений платити їм данину.
- Перше Болгарське царство очолив Борис I Михайло.
- Хорватський князь Терпимир видав перший точно датований указ на слов'янських землях.

.

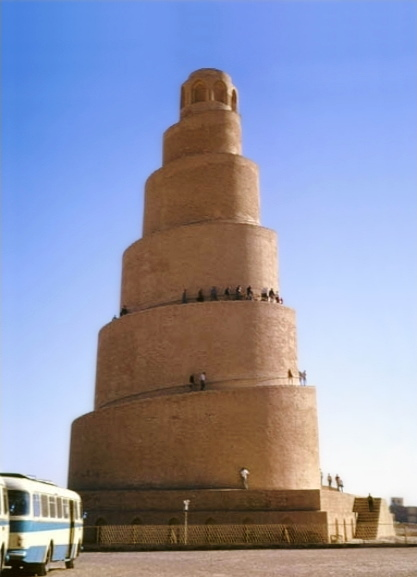
Спіральний мінарет Великої мечеті в Самаррі

- Споруджено Велику мечеть у Самаррі зі спіральним мінаретом.